# Жизнь с Люси
«Жизнь с Люси» (англ. Life With Lucy) — американский комедийный телесериал с участием Люсиль Болл, выходивший на канале ABC с 20 сентября по 15 ноября 1986 года.

## Создание
Сериал «Жизнь с Люси» был задуман как возвращение на экран звезды популярнейших ситкомов 1950-х-1970-х годов Люсиль Болл. Предыдущие проекты актрисы неизменно пользовались успехом и держались в эфире на протяжении долгих лет — она играла заглавные роли в многосерийных комедиях «Я люблю Люси» (1951—1957), «Час комедии Люси-Дэзи» (1957—1960), «Шоу Люси» (1962—1968) и «Вот и Люси!» (1968—1974). В 1986 году канал ABC и «Aaron Spelling Productions» предлагают актрисе вернуться к привычному амплуа в новом ситкоме. И, хотя Болл было уже 75, а её последний сериал закончился 12 лет назад, шоу запустили в производство без съемок пробного пилотного эпизода и предварительных показов для тестовой аудитории.
Болл хотела сотрудничать со своими старыми коллегами, поэтому для работы над проектом были приглашены сценаристы её предыдущих ситкомов Мадлен Пью Дэвис и Боб Кэрролл-младший. Партнёром актрисы по съёмочной площадке стал Гэйл Гордон, ранее снимавшийся в «Шоу Люси» и «Вот и Люси!». Гэри Мортон, муж и менеджер Люсиль, стал одним из исполнительных продюсеров. По словам друга Болл, Майкла Стерна, она была счастлива вернуться к работе и делать новую комедию с людьми, которых знала всю жизнь.

## Сюжет
В ролях
- Люсиль Болл — Люси Баркер
- Гэйл Гордон — Кёртис Макгиббон
- Энн Дюсенберри — Марго Баркер-Макгиббон
- Ларри Андерсон — Тэд Макгиббон
- Дженни Льюис — Бекки Макгиббон
- Филип Амелио — Кевин Макгиббон
- Донован Скотт — Леонард Стоунер

Люси Баркер — активная и эксцентричная пожилая женщина, которая переезжает в Пасадену, чтобы жить со своей дочерью Марго, зятем Тэдом и внуками Бекки и Кевином. В наследство от покойного мужа ей достался магазинчик, которым управляет отец Тэда, Кёртис Макгиббон. Люси начинает принимать живое участие в новом для неё бизнесе и жизни своих родных.

## Закрытие

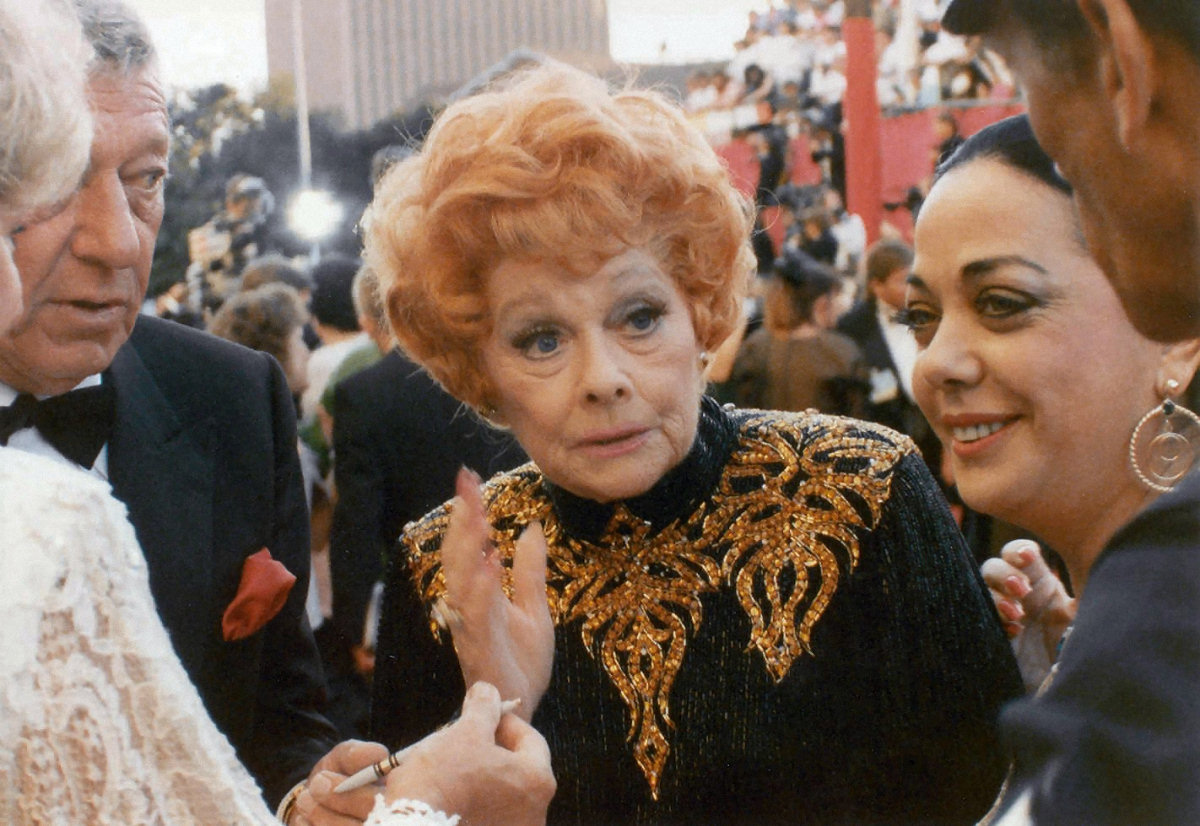
Люсиль Болл на церемонии вручения «Оскара» в 1989 году

Первая серия получила неплохой рейтинг (23-е место среди всех программ недели), но каждый следующий эпизод смотрело всё меньше и меньше зрителей. Критики также отзывались о сериале крайне нелестно: сюжет называли несмешным и заезженным, а Болл и Гордона — «слишком старыми». Позже журнал «TV Guide» даже поставит «Жизнь с Люси» на 26 место в списке худших телесериалов всех времён. Всего через два месяца канал решил закрыть шоу. За это время авторы написали сценарий 14 серий, 13 из них были отсняты, и только 8 вышли в эфир. Впоследствии сериал никогда не повторялся на телевидении и не был выпущен в виде полноценного DVD-издания.
Болл тяжело переживала провал шоу и после его отмены впала в депрессию. Она была разочарована тем, что ABC так быстро отказался от съёмок «Жизни с Люси», не дав проекту шанса на улучшение. Актриса, которая на протяжении долгих лет с успехом использовала образ Люси в разных комедиях, теперь считала, что «Америка больше не любит Люси». После этого Болл уже не снялась ни в одном фильме, редко соглашалась на интервью и почти не появлялась на публике. В последний раз зрители могли увидеть её в 1989 году на церемонии вручения «Оскара». Через месяц после этого она скончалась.